# Lijst van Belgische adelsverheffingen 1925
Personen die in 1925 in de Belgische adel werden opgenomen of een adellijke titel verkregen.

## Burggraaf
- Paul Berryer, minister van staat, erfelijke adel met de titel van burggraaf, overdraagbaar bij eerstgeboorte.
- Ridder Roger de Ghellinck d'Elseghem Vaernewyck (1881-1944), burgemeester van Noorderwijk, de titel burggraaf, overdraagbaar bij eerstgeboorte.
- Ridder Marc de Ghellinck d'Elseghem Vaernewyck (1889-1979), de titel burggraaf, overdraagbaar bij eerstgeboorte (in 1958 overdraagbaar op zijn neef ridder Geoffroy de Ghellinck d'Elseghem).
- Ridder Amaury de Ghellinck d'Elseghem Vaernewyck (1893-1968), burgemeester van Elsegem, de titel burggraaf, overdraagbaar bij eerstgeboorte.
- Paul van Iseghem (1851-1940), eerste voorzitter van het Hof van Cassatie,  erfelijke adel en de titel burggraaf, overdraagbaar bij eerstgeboorte.
- Jonkheer Auguste de Lantsheere (1870-1932), burgemeester van Meldert, de titel burggraaf, overdraagbaar bij eerstgeboorte.
- Jonkheer Gatien du Parc Locmaria (1899-1974), de titel burggraaf, overdraagbaar bij eerstgeboorte.
- Jonkheer Prosper Poullet, eerste minister, de titel burggraaf, overdraagbaar bij eerstgeboorte.
- Jonkheer Roger le Sergeant d'Hendecourt (1882-1962), majoor, de titel burggraaf, overdraagbaar bij eerstgeboorte.

## Burggravin
- Marguerite Kerckx, weduwe van Léon de Lantsheere, persoonlijke adel en titel burggravin.

## Baron
- Armand de Ceuninck, luitenant-generaal, erfelijke adel en de titel baron, overdraagbaar bij eerstgeboorte.
- Emmanuel Joostens (1864-1943), luitenant-generaal, erfelijke adel en de titel baron, overdraagbaar bij eerstgeboorte, zonder afstammelingen (uitgedoofd 1943)
- Jonkheer Edgard de Kerchove d'Ousselghem (1846-1926), senator, de titel baron, overdraagbaar bij eerstgeboorte.
- Jonkheer Emmanuel de Meester, de titel baron, overdraagbaar bij eerstgeboorte.
- Maurice Michotte de Welle (1856-1938), diplomaat, erfelijke adel en de titel baron, overdraagbaar bij eerstgeboorte.
- Philippe Ostman von der Leye, inschrijving in de Belgische adel, met de titel baron overdraagbaar op alle afstammelingen (uitgedoofd)
- Jonkheer Michel de Roest d'Alkemade Oem de Moesenbroeck (1893-1977), de titel baron, overdraagbaar bij eerstgeboorte.
- Jonkheer Etienne de Roest d'Alkemade Oem de Moesenbroeck (1873-1950), de titel baron, overdraagbaar bij eerstgeboorte.
- Jonkheer Georges de Roest d'Alkemade Oem de Moesenbroeck (1875-1954), de titel baron, overdraagbaar bij eerstgeboorte.
- Jonkheer Jacques de Roest d'Alkemade Oem de Moesenbroeck (1880-1966), de titel baron, overdraagbaar bij eerstgeboorte.
- Jonkheer Robert de Roest d'Alkemade Oem de Moesenbroeck (1883-1956), de titel baron, overdraagbaar bij eerstgeboorte.
- Jonkheer Louis de Roest d'Alkemade Oem de Moesenbroeck (1884-1954), de titel baron, overdraagbaar bij eerstgeboorte.
- Jonkheer Théodore de Roest d'Alkemade Oem de Moesenbroeck (1885-1985), de titel baron, overdraagbaar bij eerstgeboorte.
- Jonkheer Maurice Pirmez, volksvertegenwoordiger, de titel baron, overdraagbaar bij eerstgeboorte.
- Jonkheer Philippe Terlinden (1906-1978), de titel baron, overdraagbaar bij eerstgeboorte.
- Jonkheer Jacques Terlinden (1885-1978), luitenant-generaal, de titel baron, overdraagbaar bij eerstgeboorte.
- Jonkheer  André Terlinden (1888-1945), de titel baron, overdraagbaar bij eerstgeboorte.

## Ridder
- Jonkheer Armand de Callataÿ (1871-1955), luitenant-generaal, de titel van ridder, overdraagbaar bij eerstgeboorte.
- Emmanuel Demeure (1896-1979), erfelijke adel en de titel van ridder, overdraagbaar bij eerstgeboorte.
- Jonkheer Constantin le Paige (1852-1929), hoogleraar, rector universiteit Luik, de titel ridder, overdraagbaar bij eerstgeboorte.

## Jonkheer
- Michel Cleenewerk de Crayencour (1885-1966), erfelijke adel.
- Philippe de Brochowski (1895-1982), Belgische erfelijke adel (inlijving).
- Jules de Brochowski (1896-1965), Belgische erfelijke adel (inlijving).
- Georges Caroly (1862-1935), rechter, erfelijke adel.
- Emile Alfred van den Corput (1876-1958), erfelijke adel.
- Edouard van den Corput (1877-1970), erfelijke adel.
- Paul van den Corput (1879-1967), erfelijke adel.
- Albert de le Court (1873-1922), postume opname in de erfelijke adel, open brieven gelicht door zijn weduwe Prisca Groverman (1874-1939).
- Fernand Donnet (1856-1927), erfelijke adel.
- Alfred Donnet (1857-1932), erfelijke adel.
- Leon Donnet (1866-1925), erfelijke adel.
- Albert Donnet (1867-1926), erfelijke adel.
- Charles Goethals (1870-1944), erfelijke adel.
- René Goethals (1876-1928), erfelijke adel.
- Ernest Goethals (1877-1961), arrondissementscommissaris, erfelijke adel.
- Jean de Halloy de Waulsort (1902-1929), erfelijke adel.
- Antoine de Halloy de Waulsort (1909-1971), burgemeester van Waulsort, erfelijke adel.
- Léon de Harven (1865-1940), erfelijke adel.
- Hubert de Harven (1865-1932), erfelijke adel.
- Henri Hollanders de Ouderaen (1882-1970), erfelijke adel.
- Armand Hollanders de Ouderaen (1856-1941), notaris, erfelijke adel.
- Paul Lambert (1869-1950), voorzitter Steenkoolmijnen Limburg-Maas, erfelijke adel.
- Emile Massange de Collombs (1873-1957), erfelijke adel.
- Gaston Maus de Rolley (1878-1963), erfelijke adel.
- Jean-Charles de Vaucleroy (1876-1945), erfelijke adel (inlijving).